# Rivière Pozer
Pour l’article homonyme, voir Pozer.
La rivière Pozer est une rivière  qui prend sa source dans le canton de Shenley et se jette dans la rivière Chaudière à Saint-Georges (Québec). Cette dernière coule vers le nord pour se déverser sur la rive sud du fleuve Saint-Laurent. Elle coule dans les municipalités de Saint-Honoré-de-Shenley, Saint-Benoit-Labre et Saint-Georges (Québec) (secteur Aubert-Gallion), dans la municipalité régionale de comté (MRC) de Beauce-Sartigan, dans la région administrative de Chaudière-Appalaches, au Québec, au Canada.

## Géographie
Les principaux bassins versants voisins de la rivière Pozer sont :
- côté nord : ruisseau de la Fabrique, rivière Chaudière ;
- côté est : rivière Chaudière ;
- côté sud : ruisseau Roy, rivière Toinon, rivière de la Grande Coudée ;
- côté ouest : Bras Saint-Victor, rivière des Hamel.

La rivière Pozer prend ses sources de plusieurs tributaires qui drainent les lacs Saint-Charles, Poulin et Raquette ainsi que la partie nord du canton de Shenley. Sa source est située à 7,7 km au nord-est du centre du village de La Guadeloupe, à 5,6 km au nord du centre du village de Saint-Honoré-de-Shenley et à 8,7 km au sud-est du centre du village de Saint-Éphrem-de-Tring.
À partir de sa source, la rivière Pozer coule sur 26,9 km répartis selon les segments suivants :
- 5,9 km vers le nord-est, en coupant sur 0,5 km la partie sud-est de la municipalité de Saint-Éphrem-de-Beauce, jusqu'à une route de campagne ;
- 3,8 km vers le nord-est, en recueillant les eaux du ruisseau Tomiche (venant du nord), jusqu'à une route de campagne, qu'elle coupe à 2,7 km au sud du village de Saint-Benoît-Labre ;
- 1,7 km vers le nord-est, jusqu'à une route de campagne ;
- 6,3 km vers le nord-est, jusqu'à la limite entre Saint-Benoit-Labre et Saint-Georges ;
- 1,1 km vers le nord-est, jusqu'à une route de campagne ;
- 3,9 km vers le nord-est, en zigzaguant et en formant une boucle vers le nord, jusqu'à la 30e avenue ;
- 3,1 km vers le nord-est, en traversant "Les Sept Chutes" et le "Parc des Sept Chutes", du côté sud du Domaine Pozer, jusqu'à la route 271 ;
- 1,1 km vers le nord, dans la partie ouest du Domaine Pozer (domaine résidentiel) au nord de la zone de la rive ouest dans Saint-Georges, jusqu'à sa confluence.

Son cours sinueux s'étend sur environ 25 km en direction nord-est, traverse la municipalité de Saint-Benoît-Labre, l'ancienne municipalité d'Aubert-Gallion, coule dans le Parc des Sept-Chutes, jusqu'à sa confluence avec la rivière Chaudière à Saint-Georges.

## Toponymie

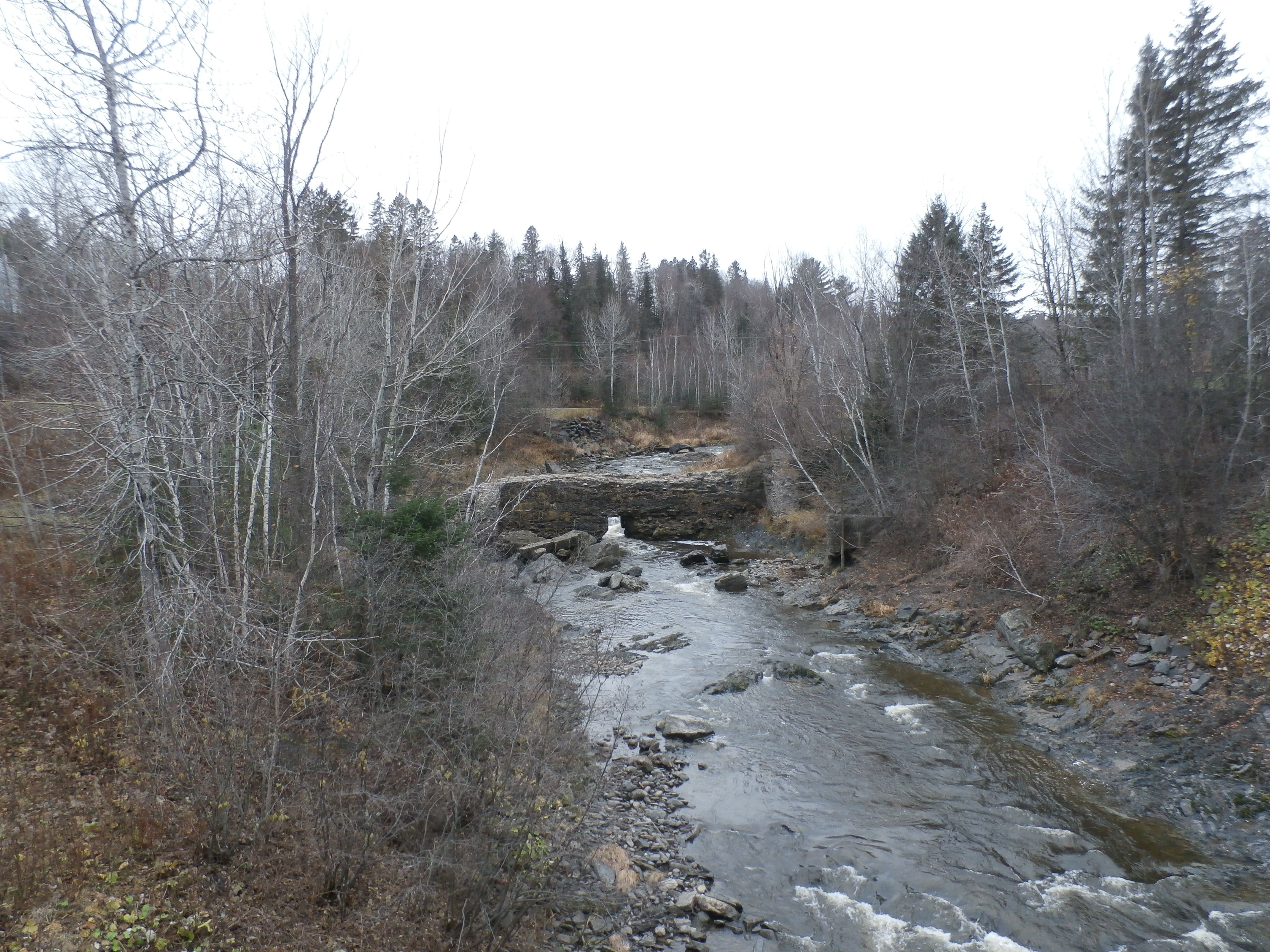
Rivière Pozer et ancien barrage vue du pont de la route 271 vers l'amont.

Jadis, ce cours d'eau a été désignée "rivière Jean-Gagnon" ; cette appellation apparait sur un document de 1818. Cette appellation, encore attestée sur une carte de 1864 sous la forme de "Rivière Gagnon", évoquerait un pionnier (ou un groupe familial) établi dans cette zone. La graphie de cette appellation peut aussi dériver de l'évolution phonétique de Gallion, l'une des composantes du patronyme qui a servi à nommer la seigneurie Aubert-Gallion. Gayon, Galion et Gagnon sont des graphies d'usage populaire selon les sources désignant cette seigneurie à diverses époques.
Le nom actuel de la rivière rappelle la famille de John George Pfo(t)zer (la graphie est devenue Pozer), qui fit l'acquisition de la seigneurie Aubert-Gallion en 1808. Il était surnommé le Millionnaire Pozer. En 1817, il fit venir au Canada, 189 de ses compatriotes allemands qu'il installa dans sa seigneurie. Cette appellation s'est imposée par l'usage vers la fin du siècle dernier. Elle évoque sans doute plus spécifiquement Christian Henry Pozer (1835-1884), avocat, né et décédé au manoir d'Aubert-Gallion. Ce dernier a été élu député en 1867 et devint sénateur en 1876. Pendant toute sa carrière, il se consacra activement de l'érection de nouveaux cantons, de la prospection minière et de la construction des chemins de fer en Beauce.
Le toponyme "rivière Pozer" a été officialisé le 5 décembre 1968 à la Commission de toponymie du Québec.